# Frank Schepke
Frank Schepke (ur. 5 kwietnia 1935 w Königsbergu, zm. 4 kwietnia 2017 w Kilonii) – niemiecki wioślarz, mistrz olimpijski.

## Kariera
Wystąpił na igrzyskach olimpijskich w Rzymie w 1960, gdzie Wspólna Reprezentacja Niemiec w składzie: Manfred Rulffs, Walter Schröder, Frank Schepke, Kraft Schepke (jego starszy brat), Karl-Heinrich von Groddeck, Karl-Heinz Hopp, Klaus Bittner, Hans Lenk i Willi Padge zdobyła złoty medal. W finale o 4,34 sekundy wyprzedzili Kanadyjczyków i o 7,66 sekundy osadę Czechosłowacji. Był to jego jedyny start olimpijski.
Ponadto zdobył złoty medal w czwórkach bez sternika na mistrzostwach Europy w Poznaniu (1958) oraz w ósemkach na mistrzostwach Europy w Mâcon (1959).
Kształcił się na Uniwersytecie Chrystiana Albrechta w Kilonii. Odznaczony Srebrnym Liściem Laurowym. Po zakończeniu kariery został przedsiębiorcą. Został także politykiem, był między innymi członkiem prawicowej, nacjonalistycznej Narodowodemokratycznej Partii Niemiec (NPD).